# Interlands Maltees voetbalelftal 1960-1969
Deze pagina toont een chronologisch en gedetailleerd overzicht van de interlands die het Maltees voetbalelftal heeft gespeeld in de periode 1960 – 1969.

## Interlands

### 1960
|                                                                       |                |       |         |                                                                                  |
| 8 december Vriendschappelijk № 5 «onderlinge duels» 14:45 uur (UTC+1) | Malta          | 1 – 0 | Tunesië | Empire Stadion, Gżira Toeschouwers: 7.200 Scheidsrechter: Giulio Campanati (ITA) |
| 8 december Vriendschappelijk № 5 «onderlinge duels» 14:45 uur (UTC+1) | Lolly Borg 28' |       |         | Empire Stadion, Gżira Toeschouwers: 7.200 Scheidsrechter: Giulio Campanati (ITA) |

### 1961
|                                                                    |       |       |        |                                                                                |
| 18 juni Vriendschappelijk № 6 «onderlinge duels» 16:45 uur (UTC+1) | Malta | 0 – 3 | Italië | Empire Stadion, Gżira Toeschouwers: 4.000 Scheidsrechter: Maurice Guigue (FRA) |
| 18 juni Vriendschappelijk № 6 «onderlinge duels» 16:45 uur (UTC+1) |       | ?     |        | Empire Stadion, Gżira Toeschouwers: 4.000 Scheidsrechter: Maurice Guigue (FRA) |

|                                                                       |                     |       |                |                                                                                     |
| 5 november Vriendschappelijk № 7 «onderlinge duels» 15:30 uur (UTC+1) | Malta               | 1 – 1 | Noorwegen      | Empire Stadion, Gżira Toeschouwers: 7.000 Scheidsrechter: Mustapha Belakhouas (TUN) |
| 5 november Vriendschappelijk № 7 «onderlinge duels» 15:30 uur (UTC+1) | Pullu Demanuele 13' |       | 86' Arne Kotte | Empire Stadion, Gżira Toeschouwers: 7.000 Scheidsrechter: Mustapha Belakhouas (TUN) |

### 1962
|                                                                       |                                                                                   |       |                    |                                                                                          |
| 28 juni EK 1964 kwalificatie № 8 «onderlinge duels» 19:00 uur (UTC+1) | Denemarken                                                                        | 6 – 1 | Malta              | Københavns Idrætspark, Kopenhagen Toeschouwers: 10.622 Scheidsrechter: Piet Roomer (NED) |
| 28 juni EK 1964 kwalificatie № 8 «onderlinge duels» 19:00 uur (UTC+1) | Ole Madsen 9', 14', 49' Eyvind Clausen 22' Henning Enoksen 59' Carl Bertelsen 70' |       | 57' Eddie Theobald | Københavns Idrætspark, Kopenhagen Toeschouwers: 10.622 Scheidsrechter: Piet Roomer (NED) |

|                                                 |                                                            |       |       |                                                                                        |
| 3 juli Vriendschappelijk № 9 «onderlinge duels» | Noorwegen                                                  | 5 – 0 | Malta | Lerkendalstadion, Trondheim Toeschouwers: 14.137 Scheidsrechter: Orjo Pättiniemi (FIN) |
| 3 juli Vriendschappelijk № 9 «onderlinge duels» | Olav Nilsen 28', 81', 85' Arne Pedersen 58' John Krogh 80' |       |       | Lerkendalstadion, Trondheim Toeschouwers: 14.137 Scheidsrechter: Orjo Pättiniemi (FIN) |

|                                                                           |                  |       |                                                              |                                                                             |
| 8 december EK 1964 kwalificatie № 10 «onderlinge duels» 14:45 uur (UTC+1) | Malta            | 1 – 3 | Denemarken                                                   | Empire Stadion, Gżira Toeschouwers: 6.987 Scheidsrechter: Raoul Righi (ITA) |
| 8 december EK 1964 kwalificatie № 10 «onderlinge duels» 14:45 uur (UTC+1) | Josie Urpani 37' |       | 13' Ole Madsen 42' Carl Bertelsen 48' Carl Emil Christiansen | Empire Stadion, Gżira Toeschouwers: 6.987 Scheidsrechter: Raoul Righi (ITA) |

### 1963
Geen interlands gespeeld.

### 1964
|                                                                     |       |       |        |                                                                             |
| 8 maart Vriendschappelijk № 11 «onderlinge duels» 15:30 uur (UTC+1) | Malta | 0 – 2 | Italië | Empire Stadion, Gżira Toeschouwers: 4.560 Scheidsrechter: Karl Keller (SUI) |
| 8 maart Vriendschappelijk № 11 «onderlinge duels» 15:30 uur (UTC+1) |       | ?     |        | Empire Stadion, Gżira Toeschouwers: 4.560 Scheidsrechter: Karl Keller (SUI) |

### 1965
Geen interlands gespeeld.

### 1966
|                                                                         |                     |       |       |                                                                                               |
| 13 februari Vriendschappelijk № 12 «onderlinge duels» 15:00 uur (UTC+1) | Malta               | 1 – 0 | Libië | Manoel Island Football Ground, Gżira Toeschouwers: 4.500 Scheidsrechter: Arthur Lentini (MLT) |
| 13 februari Vriendschappelijk № 12 «onderlinge duels» 15:00 uur (UTC+1) | Edward Aquilina 26' |       |       | Manoel Island Football Ground, Gżira Toeschouwers: 4.500 Scheidsrechter: Arthur Lentini (MLT) |

|                                                    |       |              |       |                                                                     |
| 27 maart Vriendschappelijk № 13 «onderlinge duels» | Libië | 0 – 1        | Malta | Tripoli Toeschouwers: 5.000 Scheidsrechter: Mahjoub Badreddin (LBY) |
| 27 maart Vriendschappelijk № 13 «onderlinge duels» |       | Ronnie Cocks |       | Tripoli Toeschouwers: 5.000 Scheidsrechter: Mahjoub Badreddin (LBY) |

### 1967
Geen interlands gespeeld.

### 1968
Geen interlands gespeeld.

### 1969
|                                                                      |              |       |                                              |                                                                             |
| 27 april Vriendschappelijk № 14 «onderlinge duels» 15:30 uur (UTC+1) | Malta        | 1 – 3 | Oostenrijk                                   | Empire Stadion, Gżira Toeschouwers: 9.449 Scheidsrechter: Fabio Monti (ITA) |
| 27 april Vriendschappelijk № 14 «onderlinge duels» 15:30 uur (UTC+1) | Joe Cini 46' |       | 21', 64' Helmut Köglberger 25' Wilhelm Kreuz | Empire Stadion, Gżira Toeschouwers: 9.449 Scheidsrechter: Fabio Monti (ITA) |

UEFA: Albanië · België · Bulgarije · Cyprus · Denemarken · West-Duitsland · Duitse Democratische Republiek · Engeland · Finland · Frankrijk · Griekenland · Hongarije · Ierland · IJsland · Italië · Joegoslavië · Luxemburg · Malta · Nederland · Noord-Ierland · Noorwegen · Oostenrijk · Polen · Portugal · Roemenië · Schotland · Sovjet-Unie · Spanje · Tsjecho-Slowakije · Turkije · Wales · Zweden · Zwitserland

CAF: Madagaskar AFC: Israël

Malta Football Association · A-internationals · Bondscoaches · Statistieken · Maltees vrouwenelftal · Malta U21 · Malta U20 · Malta U19 · Malta U18 · Malta U17 · Malta U16
1957 – 1959 ·
1960 – 1969 ·
1970 – 1979 ·
1980 – 1989 ·
1990 – 1999 ·
2000 – 2009 ·
2010 – 2019 ·
2020 − 2029
1957 · 
1958 · 
1959 · 
1960 · 
1961 · 
1962 · 
1963 · 
1964 · 
1965 · 
1966 · 
1967 · 1968 · 
1969 · 
1970 · 
1971 · 
1972 · 
1973 · 
1974 · 
1975 · 
1976 · 
1977 · 
1978 · 
1979 · 
1980 · 
1981 · 
1982 · 
1983 · 
1984 · 
1985 · 
1986 · 
1987 · 
1988 · 
1989 · 
1990 ·
1991 · 
1992 · 
1993 · 
1994 · 
1995 · 
1996 · 
1997 · 
1998 · 
1999 · 
2000 · 
2001 · 
2002 · 
2003 · 
2004 · 
2005 · 
2006 · 
2007 · 
2008 · 
2009 · 
2010 · 
2011 · 
2012 · 
2013 · 
2014 · 
2015 · 
2016 ·
2017 ·
2018 ·
2019 ·
2020 ·
2021 ·
2022
Albanië ·
Algerije ·
Andorra ·
Angola ·
Armenië ·
Azerbeidzjan ·
België ·
Bosnië en Herzegovina · 
Bulgarije ·
Canada ·
Centraal-Afrikaanse Republiek ·
Cyprus ·
DDR ·
Denemarken ·
Duitsland ·
Egypte ·
Engeland ·
Estland ·
Faeröer ·
Finland ·
Frankrijk ·
Gabon ·
Georgië ·
Gibraltar · 
Griekenland ·
Hongarije ·
Ierland ·
IJsland ·
Indonesië ·
Israël ·
Italië ·
Japan ·
Joegoslavië ·
Jordanië ·
Kaapverdië ·
Kazachstan ·
Koeweit ·
Kosovo ·
Kroatië ·
Letland ·
Libanon ·
Libië ·
Liechtenstein ·
Litouwen ·
Luxemburg ·
Moldavië ·
Nederland ·
Noord-Ierland ·
Noord-Macedonië ·
Noorwegen ·
Oekraïne ·
Oostenrijk ·
Polen ·
Portugal ·
Qatar ·
Roemenië ·
Rusland ·
San Marino ·
Schotland ·
Slovenië ·
Slowakije ·
Spanje ·
Thailand ·
Tsjechië ·
Tsjecho-Slowakije ·
Tunesië · 
Turkije · 
Venezuela · 
Verenigde Arabische Emiraten ·
Verenigde Staten ·
Wales ·
Wit-Rusland ·
Zuid-Afrika ·
Zuid-Korea ·
Zweden ·
Zwitserland